# 京都朝鮮第二初級学校
京都朝鮮第二初級学校（きょうとちょうせんだいにしょきゅうがっこう、교또조선제2초급학교）は、学校法人京都朝鮮学園が運営する京都市右京区にある朝鮮学校。
日本の幼稚園・小学校に相当する教育を行っている各種学校（非一条校）である。

## 沿革
- 1965年 - 京都朝鮮第二初級学校として開校
- 1967年 - 幼稚班設置
- 1975年 - 中級部を設置

## 学科
- 初級部
- 幼稚班

## 出身者
- 韓浩康 (サッカー選手)

## 所在地
- 〒615-0924 京都市右京区梅津尻溝町3

※最寄り駅は、阪急嵐山線松尾大社駅。